# Rubén Morán
Ruben Morán (Montevideo, 1930. augusztus 6. – Montevideo, 1978. január 3.) világbajnok uruguayi labdarúgó, csatár.

## Pályafutása

### Klubcsapatban
1949 és 1953 között a Cerro, 1954-ben a Defensor labdarúgója volt.

### A válogatottban
1950 és 1953 között négy alkalommal szerepelt az uruguayi válogatottban. Az 1950-es brazíliai világbajnokságon aranyérmes, az 1953-as Copa Amércián bronzérmes lett a csapattal.

## Sikerei, díjai
Uruguay
- Világbajnokság
  - aranyérmes: 1950, Brazília
- Copa América
  - bronzérmes: 1953, Peru